# Ballad Classics III
『Ballad Classics III』（バラード・クラシックス・スリー）は小泉今日子の19作目のベスト・アルバム。2024年9月25日にビクターエンタテインメントから発売された。

## 概要
ヒット・シングル「優しい雨」や「La La La…」が含まれ、1990年代以降の楽曲を中心に選曲されたバラードベストの第3弾。
同シリーズとしては約35年ぶりのリリースとなり全16曲が収録された。内9曲が小泉による作詞の楽曲である。
ジャケットのイラストはEd TSUWAKIが担当している。
これまでの「Ballad Classics」や「Ballad Classics II」とは異なり、別バージョンや未発表曲の曲の収録はないが、全曲GOH HOTODAによりリマスタリングされている。
CDと同時に、エンジニア・小鐵徹がカッティングを行った完全生産限定のLPレコード2枚組も発売。
本作リリース前に、2024年の秋に「KYOKO KOIZUMI TOUR 2024 BALLAD CLASSICS」が開催されることが発表された。

## 収録曲

### LP
| #  | タイトル       | 作詞       | 作曲       | 編曲               |
| -- | -------------- | ---------- | ---------- | ------------------ |
| 1. | 「小雨の記」   | 小泉今日子 | 梅林太郎   | 梅林太郎           |
| 2. | 「きのみ」     | 永積タカシ | 永積タカシ | Nathalie Wise/ミト |
| 3. | 「最後のKISS」 | 小泉今日子 | EBBY       | EBBY               |
| 4. | 「優しい雨」   | 小泉今日子 | 鈴木祥子   | 白井良明           |

| #  | タイトル                   | 作詞       | 作曲           | 編曲              |
| -- | -------------------------- | ---------- | -------------- | ----------------- |
| 1. | 「あなたがいた季節」       | 小泉今日子 | 鈴木祥子       | 白井良明/鈴木祥子 |
| 2. | 「ガラスの瓶」             | 小泉今日子 | 筒美京平       | 宮崎泉/福原まり   |
| 3. | 「やつらの足音のバラード」 | 園山俊二   | かまやつひろし | 藤原浩            |
| 4. | 「僕の部屋の窓」           | 小泉今日子 | 菅野よう子     | 菅野よう子        |

| #  | タイトル          | 作詞       | 作曲                 | 編曲                |
| -- | ----------------- | ---------- | -------------------- | ------------------- |
| 1. | 「La La La...」   | 小泉今日子 | 藤原ヒロシ/屋敷豪太  | 藤原ヒロシ/屋敷豪太 |
| 2. | 「いつか きっと」 | 小泉今日子 | 藤原ヒロシ/屋敷豪太  | 藤原ヒロシ/屋敷豪太 |
| 3. | 「サヨナララ」    | ナガオクミ | ラヴスター・ゴーゴー | 森俊之              |
| 4. | 「未来の僕から」  | 小泉今日子 | キハラ龍太郎         | キハラ龍太郎        |

| #  | タイトル             | 作詞            | 作曲       | 編曲          |
| -- | -------------------- | --------------- | ---------- | ------------- |
| 1. | 「虹が消えるまで」   | 高崎卓馬        | 斉藤和義   | 斉藤和義      |
| 2. | 「Bye Bye」          | Elvis Woodstock | 上田禎     | 東里起/上田禎 |
| 3. | 「また逢いましょう」 | 曽我部恵一      | 曽我部恵一 | 曽我部恵一    |
| 4. | 「サーチライト」     | 銀色夏生        | 銀色夏生   | 土屋昌巳      |

### CD
| #   | タイトル                   | 作詞            | 作曲                 | 編曲                |
| --- | -------------------------- | --------------- | -------------------- | ------------------- |
| 1.  | 「小雨の記」               | 小泉今日子      | 梅林太郎             | 梅林太郎            |
| 2.  | 「きのみ」                 | 永積タカシ      | 永積タカシ           | Nathalie Wise/ミト  |
| 3.  | 「最後のKISS」             | 小泉今日子      | EBBY                 | EBBY                |
| 4.  | 「優しい雨」               | 小泉今日子      | 鈴木祥子             | 白井良明            |
| 5.  | 「あなたがいた季節」       | 小泉今日子      | 鈴木祥子             | 白井良明/鈴木祥子   |
| 6.  | 「ガラスの瓶」             | 小泉今日子      | 筒美京平             | 宮崎泉/福原まり     |
| 7.  | 「やつらの足音のバラード」 | 園山俊二        | かまやつひろし       | 藤原浩              |
| 8.  | 「僕の部屋の窓」           | 小泉今日子      | 菅野よう子           | 菅野よう子          |
| 9.  | 「La La La...」            | 小泉今日子      | 藤原ヒロシ/屋敷豪太  | 藤原ヒロシ/屋敷豪太 |
| 10. | 「いつか きっと」          | 小泉今日子      | 藤原ヒロシ/屋敷豪太  | 藤原ヒロシ/屋敷豪太 |
| 11. | 「サヨナララ」             | ナガオクミ      | ラヴスター・ゴーゴー | 森俊之              |
| 12. | 「未来の僕から」           | 小泉今日子      | キハラ龍太郎         | キハラ龍太郎        |
| 13. | 「虹が消えるまで」         | 高崎卓馬        | 斉藤和義             | 斉藤和義            |
| 14. | 「Bye Bye」                | Elvis Woodstock | 上田禎               | 東里起/上田禎       |
| 15. | 「また逢いましょう」       | 曽我部恵一      | 曽我部恵一           | 曽我部恵一          |
| 16. | 「サーチライト」           | 銀色夏生        | 銀色夏生             | 土屋昌巳            |

### 楽曲解説
1. 小雨の記
26thアルバム『Koizumi Chansonnier』収録曲。
2. きのみ
23thアルバム『厚木I.C.』収録曲。
3. 最後のKiss
32ndシングル『あなたに会えてよかった』C/W曲
4. 優しい雨
34thシングル表題曲。
5. あなたがいた季節
16thアルバム『afropia』収録曲。
6. ガラスの瓶
37thシングル『BEAUTIFUL GIRLS』C/W曲。
7. やつらの足音のバラード
18thアルバム『TRAVEL ROCK』収録曲。
8. 僕の部屋の窓
38thシングル『オトコのコ オンナのコ』C/W曲。
9. La La La...
30thシングル表題曲。
10. いつか きっと
18thアルバム『No.17』収録曲。
11. サヨナララ
20thアルバム『KYO→』収録曲。
12. 未来の僕から
21stアルバム『Inner Beauty』収録曲。
13. 虹が消えるまで
配信限定シングル。
14. Bye Bye
24thアルバム『Nice Middle』収録曲。
15. また逢いましょう
23rdアルバム『厚木I.C.』収録曲。
16. サーチライト
11thアルバム『Phantasien』収録曲。